# O. Henry
O. Henry (1862 - 1910) era o pseudônimo de William Sydney Porter, um dos maiores contistas americanos do século XIX e um dos autores mais populares do seu tempo. Em seu conto "The Caballero's Way", publicado em 1907 na coletânea Heart of the West, criou o personagem Cisco Kid, descrito como um bandido no livro, tornou-se um herói em adaptações para o cinema.

## Biografia
Nasceu na Carolina do Norte numa família culta e abastada. Aos três anos de idade e após a morte da mãe por tuberculose, o pai, médico, decidiu que se deviam mudar para a casa da avó paterna. William começou por frequentar a escola de uma tia e aos 15 anos foi frequentar o Liceu que concluiu tendo a tia por tutora. Em 1879 empregou-se com aprendiz de farmacêutico/boticário na drogaria do seu tio tendo aos 19 anos obtido a licença de farmacêutico.
Em 1882 foi para o Texas, pois alguma sintomatologia de tuberculose e a ideia que uma mudança de clima seria benéfica contribuíram para essa decisão. Casou e empregou-se como caixa num banco, começando também a escrever. Comprou um jornal, The Rolling Stone, que encerrou  pouco depois. Porter foi acusado de desfalque no banco e fugiu para as Honduras, de onde regressou passados três anos devido ao estado terminal da sua esposa que continuou a viver no Texas. Julgado e sentenciado, cumpriu pena durante quatro anos numa prisão do Ohio, tendo começado a escrever sob o pseudônimo de O. Henry. Após cumprir a sentença, mudou-se para Nova Iorque onde viveu em estado de reclusão quase absoluta, embora fosse extremamente popular, com o terror de ser reconhecido como William Sydney Porter, devido aos anos passados na prisão.

Acabou por morrer alcoólico e na miséria. Está enterrado no Cemitério Riverside, Asheville, Carolina do Norte.

O. Henry foi um autor original e fecundo, com um ritmo de escrita tal que lhe é atribuído praticamente um novo conto por semana.

## Obras
- O presente dos Reis Magos - no original Cabbages and Kings (1904);
- Contos policiais;
- Os caminhos que tomamos - no original Roads of Destiny (1909);
- Palmeiras e presidentes;
- Contos de O. Henry;
- Contos de Natal;
- A teoria e o cão;
- Polícias e ladrões;
- A decisão de Georgia.